# 歐洲童軍同盟
歐洲童軍同盟（英語：Confederation of European Scouts，簡稱CES），是位於比利時布魯塞爾的童軍組織，於1978年11月12日成立。該同盟強調童軍活動計畫的歐洲面向，並強調提供「真正的貝登堡童軍活動」。該組織為國家為單位組成的聯盟，原先由歐洲童軍聯盟（Fédération du Scoutisme Européen, FSE，隨後改名為歐洲國際童軍與女童軍聯盟）分裂出來，理由包含在單一總會的計畫中引入宗教元素，以及混合性別教育的爭議。目前該同盟的實際會員人數仍然未知。

## 成員組織
歐洲童軍同盟目前的國家成員包含：
- 比利時（英语：Scouting and Guiding in Belgium）─歐洲童軍（Europe et Scoutisme）─10個童軍團（包含3個海童軍團）[3]
- 德國（英语：Scouting and Guiding in Germany）─歐洲童軍聯盟（Bund Europäischer Pfadfinder, BEP，1952年成立）─3個童軍團[4]
- 義大利（英语：Scouting and Guiding in Italy）─義大利童軍聯盟（Federazione Scautistica Italiana）─義大利童軍運動聯盟（Federazione del Movimento Scout Italiano, FSI）─與其中一個成員組織聯合：
  - 義大利天主教童軍總會（Associazione Scautistica Cattolica Italiana）
- 荷蘭（英语：Scouting and Guiding in the Netherlands）─荷蘭歐洲童軍聯盟（Federatie Scouting Europa Nederland, FSE）─1個羅浮群[5]
- 英國（英语：Scouting and Guiding in the United Kingdom）─歐洲童軍聯盟英國總會（英语：European Scout Federation (British Association)）─至少8個童軍團[6]─459名成員[7]

結盟成員：
- 西班牙（英语：Scouting and Guiding in Spain）─西班牙青年組織（英语：Organización Juvenil Española），於2009年成為正式結盟組織[8]
- 波蘭（英语：Scouting and Guiding in Poland）─共和國童軍總會（英语：Związek Harcerstwa Rzeczypospolitej）
- 巴西（英语：Scouting and Guiding in Brazil）若因維利─皮拉伊獨立童軍總會（Associação Escoteira Independente Pirai, AESPI）
- 立陶宛（英语：Scouting and Guiding in Lithuania）─立陶宛波蘭童軍總會（Związek Harcerstwa Polskiego na Litwie）